# 增島六一郎

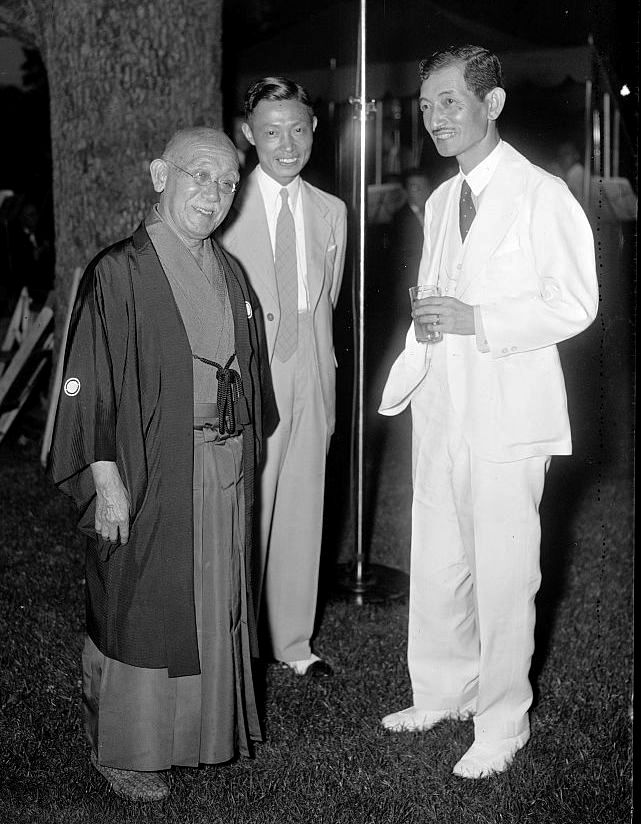
1937年6月，出席在華盛頓特區中國大使館由孔祥熙舉辦的宴會時的增島(左側)。

增島六一郎（ますじま ろくいちろう，1857年8月6日（安政4年6月17日）—1948年（昭和23年）11月13日），是現今日本滋賀県彦根市出生的律師。由於是其父親六十一歲時誕生的孩子，所以被取名為六一郎。

## 生平
出生於近江國彥根藩井伊家俸祿230石的弓術教範家庭。1870年赴東京，進入開成學校(東京大學的前身)學習。東京大學法學部第二期首席畢業。在1879年時，獲得岩崎家的資助，與穗積陳重、岡村輝彥一起前往英國中殿律師學院留學。取得了大律師（barrister at law）資格，其後又在事務律師事務所研修。1884年回到日本後，獲得日本代言人(律師)資格，在東京京橋檜町開設了法律事務所。當時在日本代言人界，擁有英國大律師資格的人相當稀少，大學畢業的代言人之中通曉英文的人也為數不多。增島在當時代言人界的聲望很高，在1886年更就任代言人組合會長。
於此同時，增島也在東京神田錦町二丁目的明治義塾教授法律。在明治義塾廢校後，把其校地買下，為成立新的英吉利法律學校(中央大學的前身)與東京英語學校而奔走。1885年，作為英吉利法律學校18名創始人中的核心人物，就任同校的初代校長。1889年改名為東京法學院後成為院長。另外，也擔任了在同一地點建立的東京英語學校初代校長。
之後，由學校教育的一線引退，重回律師本業。增島主要是以涉外律師的身分處理有涉外性質的訴訟案件與企業法務。因其卓著的功績與名聲，成為了美國律師協會、加拿大律師協會以及紐約州律師協會的名譽會員。而其事務所分布於東京、橫濱、神戶以及上海等。
增島也設立了收集法律書籍的圖書館——正求律書院。1934年，為了維持書院的經營成立了財團法人正求堂財團。在太平洋戰爭結束後，日本的英美法研究開始盛行，在增島去世後的1949年，書院所藏書籍寄託給了日本最高裁判所，在最高裁判所圖書館以「正求堂文庫」的方式向大眾公開。

## 其他
- 留學的中殿律師學院掛有其大型畫像。
- 增島將毛利家的上屋敷購入作為自宅，其跡地在現今的六本木之丘的毛利庭園。
- 在日本中央大學的市谷校區內飾有增島與菊池武夫的胸像。

## 外部連結
- 日本中央大學的介紹 （页面存档备份，存于） （日語）